# 刑事警察
刑事警察，簡稱刑警，是專門負責調查及偵破刑事案件的警察，上班時通常身著便衣，故又稱便衣警察。在香港，刑警有时被称为CID（刑事侦缉部门），俗称雜差。澳門的刑警名为司法警察，简称司警。在台湾，刑警有时被称为刑事，俗称三組。在中国大陆，刑警有时被称为刑事偵查人员，简称刑偵。日本的刑警则简称刑事。

## 簡介
刑事警察按照工作种类，可细分为：
- 政治犯罪侦查：如日本的公安警察
- 普通刑事侦查：盗窃、诈骗、谋杀、抢劫等
- 毒品犯罪侦查（缉毒警察）
- 经济犯罪侦查
  - 涉税案件侦查
  - 缉私案件侦查
- 监狱内部犯罪侦查
- 交通刑事案件侦查
- 军队内部刑事案件侦查（军事警察、宪兵）
- 公务职务犯罪侦查：贪污贿赂、渎职滥权案件侦查
- 网络犯罪侦查
- 预审
- 刑事科学技术
  - 法医
  - 痕迹检验
  - 理化检验
  - 文件检验
  - 影像技术
  - 声纹检验
  - 电子物证检验
  - 心理測驗技术（测谎）
  - 警犬技术